# Cellaria magnimandibulata
Cellaria magnimandibulata är en mossdjursart som beskrevs av Gordon 1986. Cellaria magnimandibulata ingår i släktet Cellaria och familjen Cellariidae. Inga underarter finns listade i Catalogue of Life.